# DSA-505
La DSA-505 es una carretera perteneciente a la Red Secundaria de la Diputación Provincial de Salamanca que une las localidades de Parada de Arriba y Florida de Liébana.

## Recorrido
La carretera DSA-505 tiene su origen en Parada de Arriba en la intersección con la carretera DSA-520, y termina en Florida de Liébana en la intersección con la carretera DSA-504 formando parte de la Red de carreteras de Salamanca.
| Parada de Arriba (Intersección con ) - Florida de Liébana (Intersección con ) | Parada de Arriba (Intersección con ) - Florida de Liébana (Intersección con ) | Parada de Arriba (Intersección con ) - Florida de Liébana (Intersección con ) | Parada de Arriba (Intersección con ) - Florida de Liébana (Intersección con ) | Parada de Arriba (Intersección con ) - Florida de Liébana (Intersección con ) | Parada de Arriba (Intersección con ) - Florida de Liébana (Intersección con ) | Parada de Arriba (Intersección con ) - Florida de Liébana (Intersección con ) | Parada de Arriba (Intersección con ) - Florida de Liébana (Intersección con ) | Parada de Arriba (Intersección con ) - Florida de Liébana (Intersección con ) | Parada de Arriba (Intersección con ) - Florida de Liébana (Intersección con ) | Parada de Arriba (Intersección con ) - Florida de Liébana (Intersección con ) |
| Esquema                                                                       | PK                                                                            | Sentido Florida de Liébana                                                    | Sentido Florida de Liébana                                                    | Sentido Florida de Liébana                                                    | Sentido Florida de Liébana                                                    | Sentido Parada de Arriba                                                      | Sentido Parada de Arriba                                                      | Sentido Parada de Arriba                                                      | Sentido Parada de Arriba                                                      | Incidencias                                                                   |
| Esquema                                                                       | PK                                                                            | Velocidad                                                                     | Elemento                                                                      | Salida                                                                        | Salida                                                                        | Salida                                                                        | Salida                                                                        | Elemento                                                                      | Velocidad                                                                     | Incidencias                                                                   |
| Esquema                                                                       | PK                                                                            | Velocidad                                                                     | Elemento                                                                      | Dir.                                                                          | Nombre                                                                        | Nombre                                                                        | Dir.                                                                          | Elemento                                                                      | Velocidad                                                                     | Incidencias                                                                   |
| ----------------------------------------------------------------------------- | ----------------------------------------------------------------------------- | ----------------------------------------------------------------------------- | ----------------------------------------------------------------------------- | ----------------------------------------------------------------------------- | ----------------------------------------------------------------------------- | ----------------------------------------------------------------------------- | ----------------------------------------------------------------------------- | ----------------------------------------------------------------------------- | ----------------------------------------------------------------------------- | ----------------------------------------------------------------------------- |
|                                                                               | 0,0                                                                           |                                                                               |                                                                               | Zarapicos                                                                     | Zarapicos                                                                     | Zarapicos                                                                     |                                                                               |                                                                               |                                                                               |                                                                               |
| Salamanca                                                                     | 0,0                                                                           |                                                                               |                                                                               |                                                                               |                                                                               |                                                                               |                                                                               |                                                                               |                                                                               |                                                                               |
|                                                                               | 0,2                                                                           |                                                                               |                                                                               | PARADA DE ARRIBA                                                              | PARADA DE ARRIBA                                                              | PARADA DE ARRIBA                                                              | PARADA DE ARRIBA                                                              |                                                                               |                                                                               |                                                                               |
|                                                                               | 2,8                                                                           |                                                                               |                                                                               | VILLASELVA                                                                    | VILLASELVA                                                                    | VILLASELVA                                                                    | VILLASELVA                                                                    |                                                                               |                                                                               |                                                                               |
|                                                                               | 3,0                                                                           |                                                                               |                                                                               | VILLASELVA                                                                    | VILLASELVA                                                                    | VILLASELVA                                                                    | VILLASELVA                                                                    |                                                                               |                                                                               |                                                                               |
|                                                                               | 4,7                                                                           |                                                                               |                                                                               | FLORIDA DE LIEBANA                                                            | FLORIDA DE LIEBANA                                                            | FLORIDA DE LIEBANA                                                            | FLORIDA DE LIEBANA                                                            |                                                                               |                                                                               |                                                                               |
|                                                                               | 6,050                                                                         |                                                                               |                                                                               |                                                                               | Salamanca                                                                     | Salamanca                                                                     | Salamanca                                                                     |                                                                               |                                                                               |                                                                               |
|                                                                               | 6,050                                                                         | El Pino de Tormes                                                             |                                                                               |                                                                               |                                                                               |                                                                               |                                                                               |                                                                               |                                                                               |                                                                               |